# Щеврик короткохвостий
Ще́врик короткохвостий (Anthus brachyurus) — вид горобцеподібних птахів родини плискових (Motacillidae). Мешкає в Центральній і Південній Африці.

## Підвиди
Виділяють два підвиди:
- A. b. leggei Ogilvie-Grant, 1906 — схід ДР Конго, Уганда, північно-західна Танзанія;
- A. b. brachyurus Sundevall, 1850 — від Габону і Республіки Конго до північно-східної Анголи, північної і центральної Замбії, південної Танзанії.

## Поширення і екологія
Короткохвості щеврики живуть на полях, пасовищах, сухих і заплавних луках. Зустрічаються на висоті до 1800 м над рівнем моря.